# Пурпурівська сільська рада
Пурпу́рівська сільська́ ра́да — орган місцевого самоврядування Новомиргородського району Кіровоградської області. Центр сільської ради — село Пурпурівка.
Площа — 40,43 км². Населення — 614 чоловік.

## Населені пункти
Сільській раді підпорядковані населені пункти:
- с. Пурпурівка
- с. Іванівка
- с. Мар'янопіль

## Склад ради
Рада складається з 14 депутатів та голови.

### Керівний склад ради
| ПІБ                       | Основні відомості                                                 | Дата обрання | Дата звільнення |
| ------------------------- | ----------------------------------------------------------------- | ------------ | --------------- |
| Новосад Микола Степанович | Сільський голова, 1961 року народження, освіта, безпартійний      | 26.03.2006   | 31.10.2010      |
| Новосад Микола Степанович | Сільський голова, 1961 року народження, освіта вища, безпартійний | 31.10.2010   |                 |

Примітка: таблиця складена за даними джерела

## Населення
Згідно з переписом УРСР 1989 року чисельність наявного населення сільської ради становила 878 осіб, з яких 370 чоловіків та 508 жінок.
За переписом населення України 2001 року в сільській раді мешкало 614 осіб.

### Мова
Розподіл населення за рідною мовою за даними перепису 2001 року:
| Мова       | Відсоток |
| ---------- | -------- |
| українська | 94,46 %  |
| вірменська | 1,47 %   |
| білоруська | 1,14 %   |
| російська  | 0,98 %   |
| інші       | 1,95 %   |